# Conflito étnico em Nagalândia
Os conflitos étnicos em Nagalândia (Nagaland) no nordeste da Índia, é um conflito em andamento, com início em 1993, travado entre os povos Nagas e os Kukis.
Inicialmente começou em Manipur entre a tribo dos Naga e os thankhuls que queriam expulsar os Kukis que viviam no distrito de Ukhrul, e os Kukis locais. Os vários grupos envolvidos incluíam o Conselho Socialista Nacional de Nagalândia (em inglês National Socialist Council of Nagaland, NSCN) que buscava a criação de um estado independente e de caráter maoísta cristão. A insurgência começou nos anos 1950, sendo reprimida na década de 1980, mas em 1993 o conflito tornou-se mais forte.